# Rio Tennis Classic
O Rio de Janeiro Tennis Classic foi um torneio de tênis com sede no Rio de Janeiro, Brasil, e que faz parte da série ATP Challenger Tour. Em 2017, o evento foi disputado nas quadras de saibro do Rio de Janeiro Country Club, no bairro de Ipanema. Em 2021, a segunda e última edição do torneio passou a ser realizada em quadras de piso rápido, do complexo do Centro Olímpico de Tênis, na Barra da Tijuca. 

## Edições

### Simples
| Ano       | Campeões       | Finalistas             | Placar             | Ref.          |
| --------- | -------------- | ---------------------- | ------------------ | ------------- |
| 2021      | Kaichi Uchida  | Nicolás Álvarez Varona | 3–6, 6–3, 7–6(7–3) | [ 2 ]         |
| 2018-2020 | Não realizado  | Não realizado          | Não realizado      | Não realizado |
| 2017      | Carlos Berlocq | Jaume Munar            | 6–4, 2–6, 3–0 ret. | [ 3 ]         |

### Duplas
| Ano       | Campeões                      | Finalistas                                | Placar           | Ref.          |
| --------- | ----------------------------- | ----------------------------------------- | ---------------- | ------------- |
| 2021      | Orlando Luz Rafael Matos      | James Cerretani Fernando Romboli          | 6–3, 7–6         | [ 4 ]         |
| 2018-2020 | Não realizado                 | Não realizado                             | Não realizado    | Não realizado |
| 2017      | Máximo González Fabrício Neis | Marcelo Arevalo Miguel Ángel Reyes-Varela | 5–7, 6–4, [10–4] | [ 5 ]         |